# سوموفسکی
سوموفسکی (انگلیسی: Sumovsky) یک شهرک در بخش راکیتیانسکی استان بلگورود کشور روسیه است.